# (917) Лика
(917) Лика (лат. Lyka) — астероид главного пояса, который был открыт 5 сентября 1915 года советским астрономом Григорием Неуйминым в Симеизской обсерватории и назван по имени подруги сестры первооткрывателя.

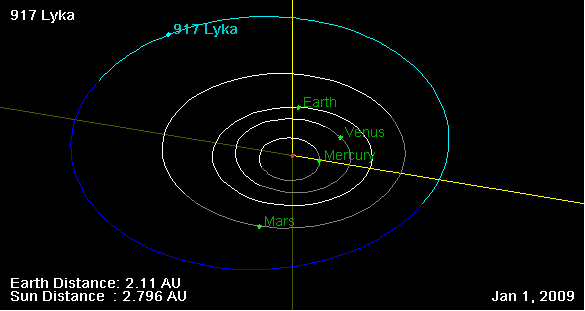
Орбита астероида Лика и его положение в Солнечной системе